# 青春告別式
《青春告別式》（英語：The Last Mad Surge of Youth）是香港歌手張敬軒的單曲，於2023年12月31日（除夕夜）晚上11時30分由FITTO Records派台發行，而MV特意於同日晚上11時59分推出，為張敬軒2024年第一首主打，將收錄於2024年第一季内發行的粵語專輯。 

2024年1月1日約淩晨0時10分，張敬軒於《The Prime Classics 澳門演唱會》第10場新年倒數後首唱此曲。

## 歌曲列表
| 線上下載 串流媒體 | 線上下載 串流媒體 | 線上下載 串流媒體 |
| 曲序              | 曲目              | 时长              |
| ----------------- | ----------------- | ----------------- |
| 1.                | 青春告別式        | 4:16              |

## 軼事
2023年11月24日，張敬軒於個人Instagram帳戶上帖出一篇有關頒獎禮拉票的感謝文，並發佈2024年的「政綱」。當中包括1月1日發佈新歌以及將於第一季内發行全新專輯。 

2023年12月12日，張敬軒在圓方商場出席Jil Sanders品牌活動後於時裝雜誌《men’s uno》訪問中被問到有關新歌的概念時他表示此曲與《隱形遊樂場》同樣都是自己的創作，並感嘆道「到了這個年紀要寫出自己的心境並不容易」。張敬軒亦公開了此曲的大綱為「希望年老前可以談一場轟轟烈烈的戀愛」，並暫名為《青春的告別式》。 

2023年12月21日午夜時分，張敬軒於個人Instagram廣播頻道內發出兩張相片及數段錄音，當中內容包括感謝當日到活動現場支持的歌迷，並透露自己需要通宵趕工為此曲錄音，皆因當日（21日）已是音樂錄像之拍攝日；而其中一張照片為歌詞紙截圖，並印上歌曲暫名《青春告別式》及曲詞人姓名，填詞人確認為黃偉文。 

翌日晚上，張敬軒於Instagram限時動態上透露此曲為青春系列的第二部曲（第一部曲為專輯《Morph》內的〈青春常駐〉）及「那段盛夏」成長系列的第四部曲。 

2023年12月23日中午時分，張敬軒於個人Instagram帳戶及廣播頻道上帖出一張由人工智能（AI）生成的相片，並指基於現今AI盛行其道，他與公司的宣傳團隊考慮以AI來創作此曲之封面圖，於是他們在AI生圖網站輸入各種關鍵詞，卻得出一張男子組合「P1X3L」成員歐鎮灝（George）數年前的廣告宣傳個人照；張敬軒然後呼召Instagram上各設計高手來幫他設計此曲封面圖，最終優勝者將獲得由張敬軒私人送出的日本東京雙人來回機票。歐鎮灝亦有回道「嚇死我😂😂😂我以為自己出咗post😂😂😂」，其他圈中藝人如吳保錡、洪助昇（Aiden）、王菀之、洪嘉豪等亦有留言指非常搞笑。 

2023年12月25日，張敬軒於Instagram限時動態上帖出一張MV導演Kiko Chu於日本北海道雪地中拍攝的照片，指Kiko正身處北海道和東京拍攝此曲MV。 

2023年12月29日早上，張敬軒經理人李慶華於個人Instagram帳戶上帖出一張Spotify截圖及此曲歌詞文件標題文本內容，截圖中透露已完成的第四混音版本時長為4分16秒；帖文內容文字寫道「由昨天到現在，我想我已經loop（循環）咗超過100次」，李又「爆料」造型師李詠端（Constance Lee）當初聽到demo版本時，在現場已聽到哭了，更指「希望此曲於1月1日一樣可以感動到您」。Constance亦回道「我承認🥹… let’s cry tgt!!!! 😭💔❤️‍🔥」 

2023年12月29至30日，MV導演Kiko Chu與剪輯師Edmond Y於Instagram限時動態上帖出一張Kiko與調色師FMLIK在日本進行後期製作的相片，並標註MV監製Hidi Lee。   

2023年12月31日下午1時正，張敬軒與英皇娛樂官方Instagram帳戶同步帖出此曲MV預告，並宣佈單曲將於2023年12月31日晚上11時30分上架各大音樂平台，而MV將於晚上11時59分推出。  

2024年1月1日約淩晨0時10分，張敬軒於《The Prime Classics 澳門演唱會》第10場新年倒數後首唱此曲，與〈隱形遊樂場〉同樣於《The Prime Classics》演唱會系列內首唱新歌。 

2024年1月12號下午4時08分，此曲MV突破一百萬點擊率。 

## 製作團隊
製作顧問：黃偉文 

配唱製作人：張敬軒 

人聲編輯：Isaac Chan、張敬軒 

和聲演唱：馮家俊 

和聲編寫：馮家俊 

電腦編程：嚴勵行 

鋼琴編曲：嚴勵行 

弦樂編曲：嚴勵行 

音軌排序：嚴勵行 

錄音師：張敬軒 

錄音室：HCM Studio 

混音師：利偉明 

混音室：雅旺錄音室 

原詞曲版權管理者：EEG Music Publishing Limited、Wyman Limited 

代理詞曲版權管理者：Warner Chappell Music, Hong Kong Limited 

- 資料來自Genius [12]

## 音樂錄像（MV）
導演：Kiko Chu 

主演：張敬軒、... 

監製：Hidi Lee 

剪輯師：Edmond Y 

調色師：FMLIK 

- 資料來自YouTube上的《青春告別式》[Official MV] [13]

## 派台榜單成績
| 週數 | 香港                         | 香港                  | 香港              | 香港                   | 加拿大                   | 加拿大                       | 美国                   |
| 週數 | 商業電台 叱咤903 903專業推介 | 新城知訊台 勁爆流行榜 | 無綫電視 勁歌金榜 | ViuTV Chill Club推介榜 | 星島 A1中文電台 A1流行榜 | 中文電台 至HIT中文歌曲排行榜 | Billboard 香港歌曲週榜 |
| 週數 | 名次                         | 名次                  | 名次              | 名次                   | 名次                     | 名次                         | 名次                   |
| ---- | ---------------------------- | --------------------- | ----------------- | ---------------------- | ------------------------ | ---------------------------- | ---------------------- |
| 2    | -                            | 13                    | -                 | -                      | -                        | -                            | 2                      |
| 3    | 7                            | 11                    | -                 | -                      | -                        | -                            | 2                      |
| 4    | 10                           | 10                    | 11                | -                      | 6                        | -                            | 3                      |
| 5    | 14                           | 8                     | 9                 | -                      | 4                        | -                            | 3                      |
| 6    | 12                           | 6                     | 9                 | -                      | 7                        | -                            | 4                      |
| 7    | 5                            | 6                     | 7                 | -                      | -                        | -                            | 7                      |
| 8    | 1                            | 6                     | 5                 | -                      | -                        | -                            | 6                      |
| 9    | -                            | 1                     | 2                 | 8                      | -                        | -                            | 8                      |
| 10   | -                            | -                     | 1                 | 2                      | -                        | -                            | 8                      |
| 11   | -                            | -                     | -                 | 8                      | -                        | -                            | -                      |
| 12   | -                            | -                     | -                 | 3                      | -                        | -                            | -                      |
| 13   | -                            | -                     | -                 | 1                      | -                        | -                            | -                      |

## 獎項
- 新城勁爆頒獎禮2024 - 勁爆年度歌曲
- Chill Club 推介榜年度推介24/25 - 音樂第一 歌曲獎（流行歌曲）

## 資料來源
1. 1 2  Hins Cheung 張敬軒. . Instagram. 2023-11-24  [2023-12-19] （中文）.
2. ↑  men’s uno HK. . Instagram. 2023-12-14  [2023-12-19] （中文）.
3. ↑  Hins Cheung 張敬軒. . Instagram. 2023-12-23  [2023-12-30] （中文）.
4. ↑  Hins Cheung 張敬軒. . Instagram. 2023-12-25  [2023-12-30] （中文）.
5. ↑  Wah Wah. . Instagram. 2023-12-29  [2023-12-30] （中文）.
6. ↑  Edmond Y. . Instagram. 2023-12-29  [2023-12-30] （中文）.
7. ↑  Kiko Chu. . Instagram. 2023-12-29  [2023-12-30] （中文）.
8. ↑  Kiko Chu. . Instagram. 2023-12-30  [2023-12-30] （中文）.
9. ↑  Hins Cheung 張敬軒. . Instagram. 2023-12-31  [2023-12-31] （中文）.
10. ↑  eeg music. . Instagram. 2023-12-31  [2023-12-31] （中文）.
11. ↑  軒公音樂站. . Instagram. 2024-01-12  [2024-01-24] （中文）.
12. ↑  . Genius. 2023-12-30  [2023-12-30]. （原始内容存档于2023-12-31）.
13. ↑  . YouTube. 張敬軒 Hins Cheung. 2024-01-01  [2024-01-01]. （原始内容存档于2024-02-05）.